# Station Sant Andreu Arenal
Sant Andreu Arenal is een spoorwegstation in het district Sant Andreu in Barcelona.
Het station wordt aangedaan door treinen van Rodalies Barcelona en een van Catalunya Exprés. Passagiers kunnen hier ook overstappen naar Lijn 1 station Fabra i Puig en de Sant Andreu bus terminal. Het station bevindt zich op de kruising van Avinguda Meridiana en Avinguda de Rio de Janeiro bij de Rambla de Fabra i Puig.

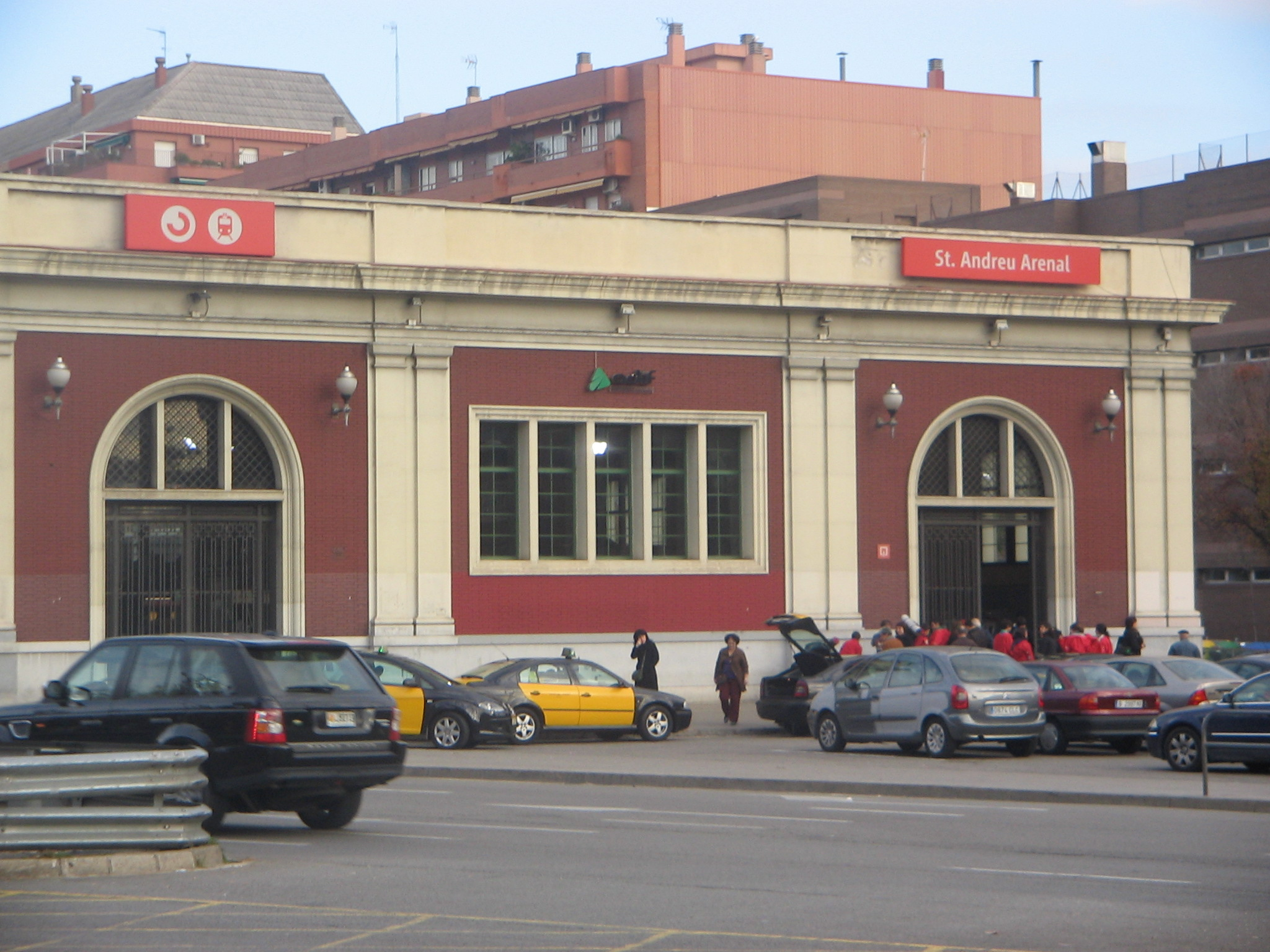
Het stationsgebouw
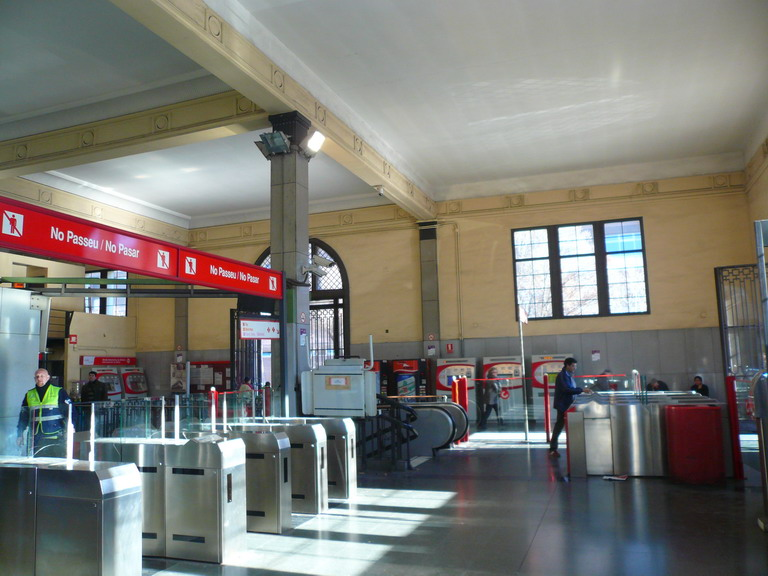
De stationshal
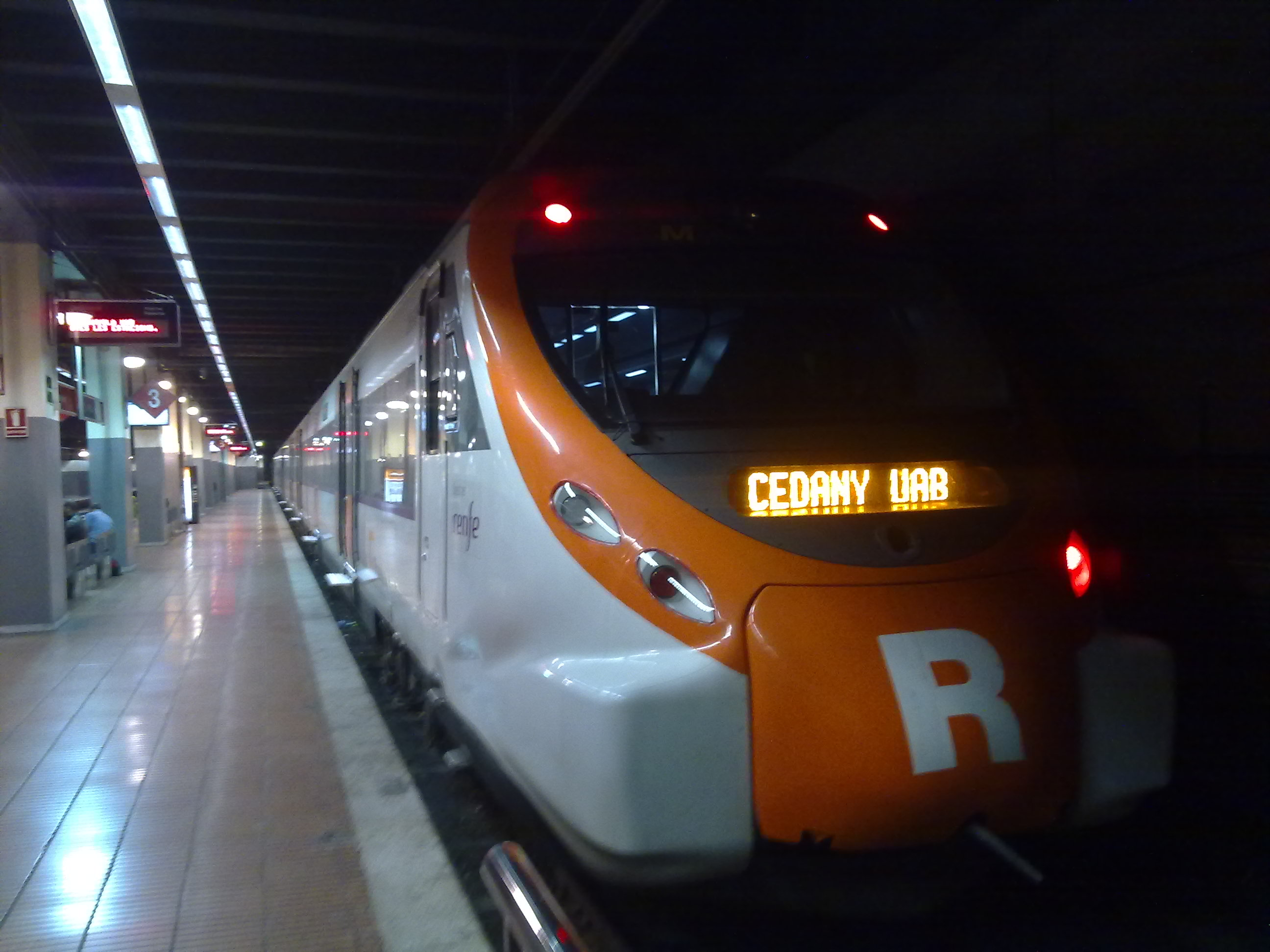
R7 klaar voor vertrek van spoor 3

## Metro
- Fabra i Puig (L1)